# Laufmilben
Laufmilben sind eine Familie der Milben. Die Larven der Laufmilben parasitieren bei Wirbeltieren und lösen bei ihnen Hautreizungen und Juckreiz aus. Dies wird als Trombidiose bezeichnet. Die Deutonymphen und Adulten sind dagegen Bodenbewohner und parasitieren bei Gliederfüßern, vor allem deren Eiern. Da für eine Vielzahl von Arten weder die Deuteronymphen noch Adulten bekannt sind, basiert die Systematik dieser Familie auf deren Larven. In Süd- und Ostasien, Ozeanien und Nordaustralien können Laufmilben das Bakterium Orientia tsutsugamushi, den Erreger des Tsutsugamushi-Fiebers übertragen.

## Morphologie
Die Larven besitzen nur ein Rückenschild (Scutum), das etwas hinter dem Vorderrand des Rumpfes (Idiosoma) lokalisiert ist. Es trägt ein Paar Trichobothria und 4 bis 7 mechanorezeptive Setae. Die Cheliceren sind spezifisch („trombidioid“). Die Coxae I und II sind verschmolzen. Am hinteren Seitenrand der Coxa I ist ein Urstigma ausgebildet. Die drei Beinpaare haben eine spezifische Anzahl von Setae. Der Tarsus trägt zwei Krallen und ein Empodium. Am Tarsus der Palpen sitzen ein Solenidion und mehrere verzweigte Setae. Der Muster der Setae am Schenkelring (Trochanter), Knie (Genu) und Tibia lautet 1-1-3. Am Idiosoma befinden sich oligotriche Setae, die oft in regelmäßigen Reihen angeordnet sind.

## Lebenszyklus

Lebenszyklus einer Herbstmilbe

Männchen produzieren permanent männliche Samenzellen (Spermatophoren), während Weibchen im Verlauf ihres Lebens ein bis drei Eiablagezyklen haben, zwischen denen jeweils eine Ruhephase liegt. Pro Zyklus werden mehrere Dutzend bis mehrere Hundert Eier gelegt. Aus den Eiern entsteht über das Deutovum die Larve. Diese saugt Gewebsflüssigkeit bei ihren Wirbeltierwirten. Danach verlässt sie den Wirt und entwickelt sich über Protonymphe (erstes Nymphenstadium), Deutonymphe (zweites Nymphenstadium) und Tritonymphe (drittes Nymphenstadium) zum Adulten.
Die saisonalen Rhythmen sind nur für wenige Arten erforscht. Dabei kristallisierte sich heraus, das die Larven ihre Entwicklung bei Temperaturen unter 10 °C einstellen können und alle Larven, die im Herbst saugen, ihre Entwicklung erst im folgenden Frühjahr fortsetzen. Im Frühjahr schlüpfende Larven erreichen dagegen bereits im Spätsommer das Adultstadium. Die Entwicklung zur Nymphe erfolgt relativ schnell. Adulte Weibchen können zwei Sommer lang Nachkommen produzieren.

## Wirte

Ernährungsweise der Laufmilbenlarve

Die Larven von Laufmilben können nahezu alle landlebenden Wirbeltiere befallen. Ob eine Wirtsspezifität besteht, wird kontrovers diskutiert, eventuell sind die befallenden Wirte eher vom Lebensraum abhängig. Von der artenreichsten Gattung Leptotrombidium kommen 62 der 178 Arten nur bei Nagetieren vor. Larven die bei Fledertieren schmarotzen, scheinen die höchste Wirtsspezifität zu haben. Einige Gattungen treten nur bei bestimmten Wirbeltierklassen auf, beispielsweise Hannemania, Vercammenia und Endotrombicula nur bei Amphibien.
Die Larven leben auf der Epidermis und schneiden sich mit ihren Cheliceren durch die Hornschicht. Manche graben sich bis in die Unterhaut ein und liegen dort in einer vom Wirt gebildeten Bindegewebskapsel – dies ist besonders bei Amphibienparasiten typisch. In der Mehrzahl der Fälle bilden die Larven dagegen eine Ernährungsröhre (Stylostom). Ihre Wand besteht aus Glykoproteinen aus dem Larvenspeichel und hat keine zellulären Elemente. Stylostoma sind artspezifisch ausgebildet, 100 bis 200 µm lang und 30 bis 70 µm dick. An der Spitze entsteht im Wirtsgewebe durch Zellzerstörung ein Hohlraum, welcher Lymphe und Gewebszellen enthält, die Ernährung der Larven erfolgt aber nur durch die Flüssigkeit. Der Wirtsorganismus reagiert auf diesen Vorgang mit einer Entzündungsreaktion.

## Systematik
Die erste Laufmilbe beschrieb Carl von Linné mit Acarus batatas bereits 1758 in seinem Hauptwerk Systema Naturae. Die Gattung Trombicula wurde 1905 eingerichtet und zunächst als Unterfamilie Trombiculinae der Familie Trombidiidae zugeordnet. Henry Ellsworth Ewing erhob sie 1944 in den Rang einer Familie. 1949 unterteilte er sie in vier Unterfamilien (Hemitrombiculinae, Walchiinae, Leeuwenhoekiinae und Trombiculinae). Er war auch der erste, der die Morphologie der Larven als taxonomisches Kriterium einsetzte. Wharton und Mitarbeiter erarbeiteten 1951 ein neues Klassifikationssystem anhand der Larven. Dabei etablierten sie vier Unterfamilien (Walchiinae, Leeuwenhoekiinae, Apoloniinae und Trombiculinae; die Walchiinae wurden ein Jahr später in Gahrliepiinae umbenannt). Derzeit gibt es drei innere Systematiken, die alle anerkannt sind:
Systematik I
- Trombiculidae
  - Unterfamilie Gahrliepiinae
  - Unterfamilie Trombiculinae
- Leeuwenhoekiidae
  - Unterfamilie Leeuwenhoekiinae
  - Unterfamilie Apoloniinae

Systematik II
- Trombiculidae
  - Unterfamilie Trombiculinae
  - Unterfamilie Leeuwenhoekiinae
  - Unterfamilie Apoloniinae

Systematik III
- Trombiculidae
  - Unterfamilie Walchiinae
  - Unterfamilie Trombiculinae
- Leeuwenhoekiidae
  - Unterfamilie Leeuwenhoekiinae
  - Unterfamilie Apoloniinae